# Логан (гора)
Ло́ган (англ. Mount Logan) — найвища гора Канади та друга за висотою вершина в Північній Америці після Деналі. Розташована в горах Святого Іллі, на території національного парку Клуейн (англ. Kluane National Park and Reserve), на південному заході території Юкон, менш ніж за 40 кілометрів на схід від кордону з Аляскою. Висота гори становить 5959 метрів над рівнем моря. Масив гори Логан вважається одним із найбільших у світі за окружністю основи, яка перевищує 100 км.

## Назва
Гору названо на честь сера Вільяма Едмонда Логана, канадського геолога, засновника Геологічної служби Канади (англ. Geological Survey of Canada, GSC). Назву надав у 1890 році Ізраєль Кук Рассел з Геологічної служби США, який першим досліджував цей регіон.

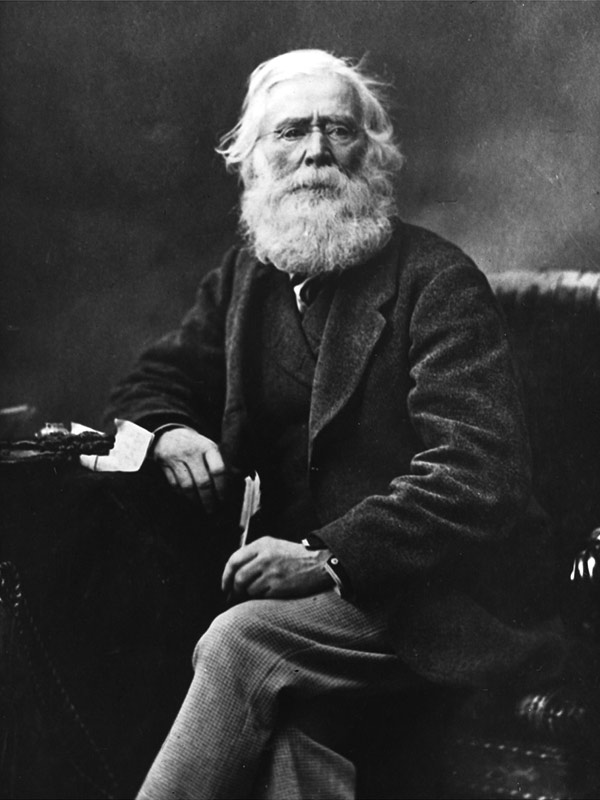
сер Вільям Едмонд Логан

## Геологія та клімат
Гора Логан є частиною гір Святого Іллі, які сформувалися внаслідок інтенсивної тектонічної активності. Процес орогенезу (горотворення) в цьому регіоні триває, через що гора продовжує підніматися. Масив складається переважно з гранітних порід.

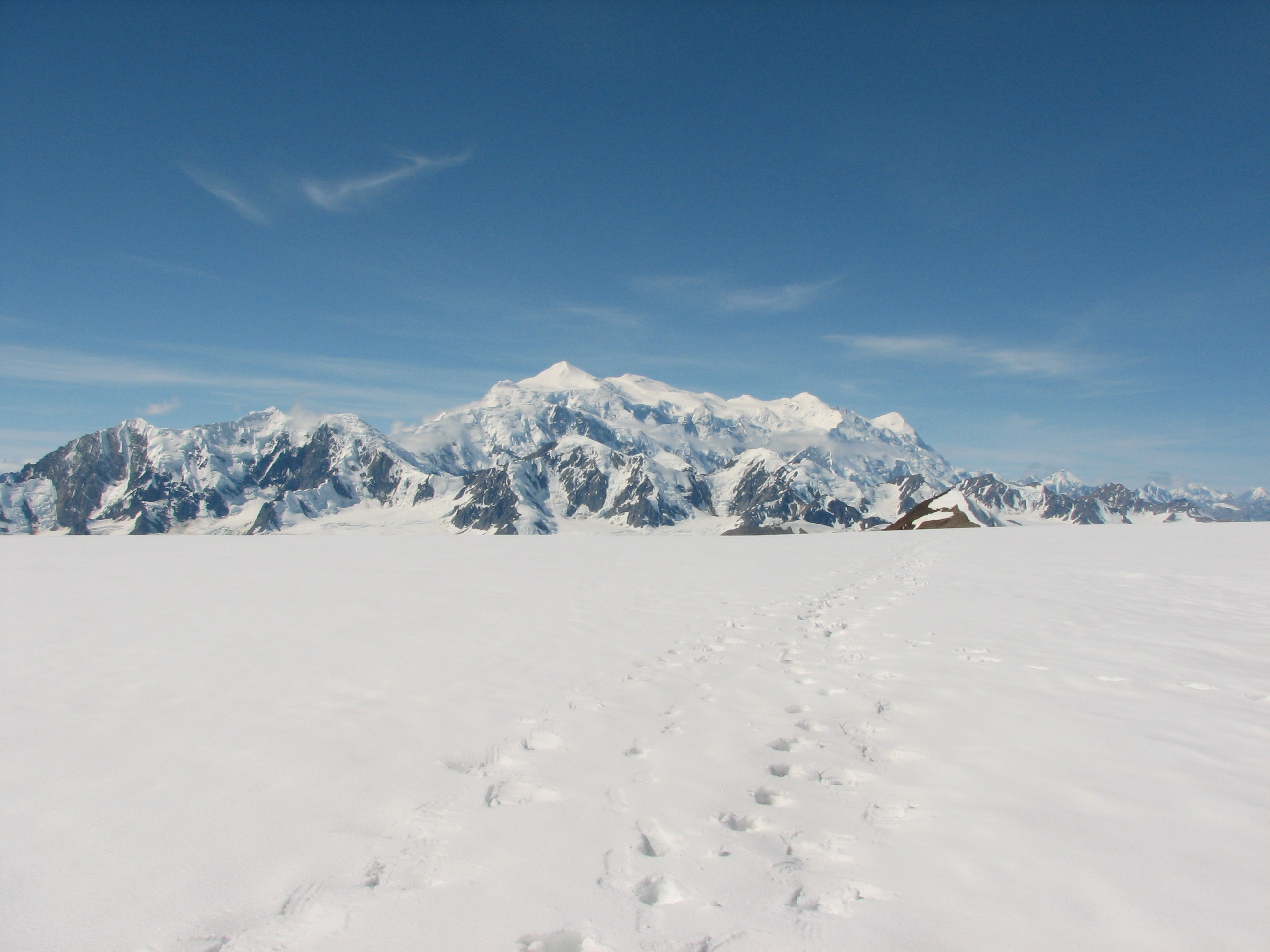
Гора Лоґан з північного сходу, як видно з льодовика Клуейн

Клімат на горі Логан надзвичайно суворий, що зумовлено близькістю до Аляскинської затоки. Вологі та сильні західні вітри з Тихого океану, піднімаючись на висоту, охолоджуються, що призводить до значних опадів, переважно у вигляді снігу. На висоті 3000–4000 м може випадати до 4 метрів снігу на рік, тоді як вище 5000 м кількість опадів різко зменшується.
На висоті 5000 м середньорічна температура становить близько -2 °C влітку та може опускатися до -45 °C взимку. Швидкість вітру влітку сягає 30 км/год, а взимку може перевищувати 100 км/год. 26 травня 1991 року на висоті 5600 м було зафіксовано температуру −77,5 °C, що є найнижчим показником, зареєстрованим поза межами полярних регіонів. Через такі умови сніг і лід на вершині гори ніколи не тануть.

## Флора і фауна
Гора Логан розташована в Національному парку Клуейн, який, попри суворий клімат, має багате біорізноманіття, зосереджене переважно біля підніжжя гір та в долинах.
Ліси, що складаються з білої ялини, бальзамічної тополі та осики, ростуть до висоти приблизно 1100 метрів. Вище, у захищених від вітру місцях, можна зустріти вільху, вербу та карликову березу. На висоті близько 1400 м починаються зони альпійської тундри, де росте близько 200 видів рослин, зокрема смілка, гірський верес, арктичний мак та ломикамінь.
Тваринний світ парку також різноманітний. У передгір'ях та долинах мешкають:
- Дикі барани та гірські козли, які можуть підніматися на значну висоту.
- Карибу, лосі, грізлі та барибали.
- Хижаки, такі як вовки, рисі, росомахи та койоти.[8]

## Легенди та фольклор
У міфології корінного народу південні тутчони, гора Логан вважається священним, забороненим місцем, де живуть духи. Одна з легенд про її створення пов'язана зі всесвітнім потопом. Щоб врятувати світ, культурний герой Ворон викрав дитину морської жінки й пообіцяв повернути її лише тоді, коли вона дістане з дна океану землю. З цієї землі й виникла гора Логан.
З приходом європейців з'явилася нова, сучасна легенда. Вона стверджує, що альпініст, який зможе в одиночку підкорити всі схили Логана, отримає таємне знання про місцезнаходження міфічного золотого міста або скарбу, захованого в районі Клондайку.

## Вимірювання висоти
Висота Логана неодноразово уточнювалася. У 1992 році експедиція Геологічної служби Канади за допомогою GPS встановила нову офіційну висоту — 5959 метрів, що відрізнялося від попередніх даних (5951 м та 6050 м).

## Масив та вершини

Гора Логан в 3D

Гора Логан має вигляд масивного плато завдовжки понад 20 км з кількома вершинами. До основних піків масиву належать:
| Вершина                        | Висота (м) |
| ------------------------------ | ---------- |
| Головний пік (Логан)           | 5959       |
| Пік Філіппа (Західний)         | 5925       |
| Східний пік Логана             | 5898       |
| Пік Х'юстона                   | 5740       |
| Пік Проспектор                 | 5644       |
| Пік АІНА                       | 5630       |
| Пік Рассела                    | 5580       |
| Пік Тюдора                     | 5559       |
| Пік Саксона (Північно-східний) | 5500       |
| Пік Квін                       | 5380       |
| Пік Капет                      | 5250       |
| Пік Катенарі                   | 4097       |

## Історія сходжень

### Перше сходження
Перше сходження на гору Логан відбулося 23 червня 1925 року. Міжнародна команда альпіністів, очолювана Альбертом Г. Мак-Карті, подолала довгий і складний шлях до вершини. Експедиція тривала 65 днів, і всі шестеро учасників — Мак-Карті, Вільям Фостер, Фредерік Ламберт, Аллен Карпе, Норман Рід та Енді Тейлор — успішно досягли головного піка.

### Знакові сходження
- 1957 — Східним гребенем. Гіл Робертс, Дон Монк, Джен Манкарскі, Реймонд Грінвуд і Сезар Лісчішин здійснили перше проходження складного Східного гребеня.[11]
- 1965 — маршрутом «Колібрі» (Hummingbird Ridge). Американські альпіністи Дік Лонг, Аллен Стек, Джон Еванс, Франклін Coale та Пол Бекон пройшли надзвичайно складний і небезпечний 4000-метровий гребінь. Повторних проходжень цього маршруту не було.
- 1987 — Перше зимове сходження. Група з шести альпіністів під керівництвом Дейва Чізмонда піднялася на вершину в березні, подолавши екстремальні погодні умови.[12]
- 2018 — Перше сольне зимове сходження. Альпіністка з Квебеку Монік Рішар здійснила перше в історії одиночне сходження взимку, встановивши також жіночий рекорд швидкості.[13]

### Правила для альпіністів
Через віддаленість та екстремальні умови сходження на Логан є ризикованим заходом. З 2020 року Парки Канади запровадили нові правила для альпіністів, які планують сходження. Вони включають обов'язкову подачу заявки на дозвіл за 90 днів, обмеження розміру групи та вимоги до самодостатності учасників.

## Сходження
Сходження на гору Логан — це складна експедиція, що вимагає ретельної підготовки, досвіду в альпінізмі та значних логістичних зусиль. Найкращим сезоном для сходжень вважається період з кінця квітня до початку липня.

### Підготовка та логістика
Доступ до гори можливий лише повітрям. Більшість експедицій починаються з містечка Гейнс-Джанкшен (Юкон), звідки альпіністів доставляють на літаку, обладнаному лижами, до базового табору на льодовику Квінтіно Селла на висоті близько 2650 м. Перед початком сходження необхідно отримати дозвіл від Парки Канади та пройти обов'язковий інструктаж.

### Основний маршрут: King Trench
Маршрут King Trench є стандартним і технічно найпростішим шляхом на вершину. Він не вимагає складного скелелазіння, але є надзвичайно виснажливим фізично. Сходження відбувається по льодовику з використанням лиж або снігоступів. Більшу частину шляху спорядження транспортується на санях, які альпіністи тягнуть за собою.

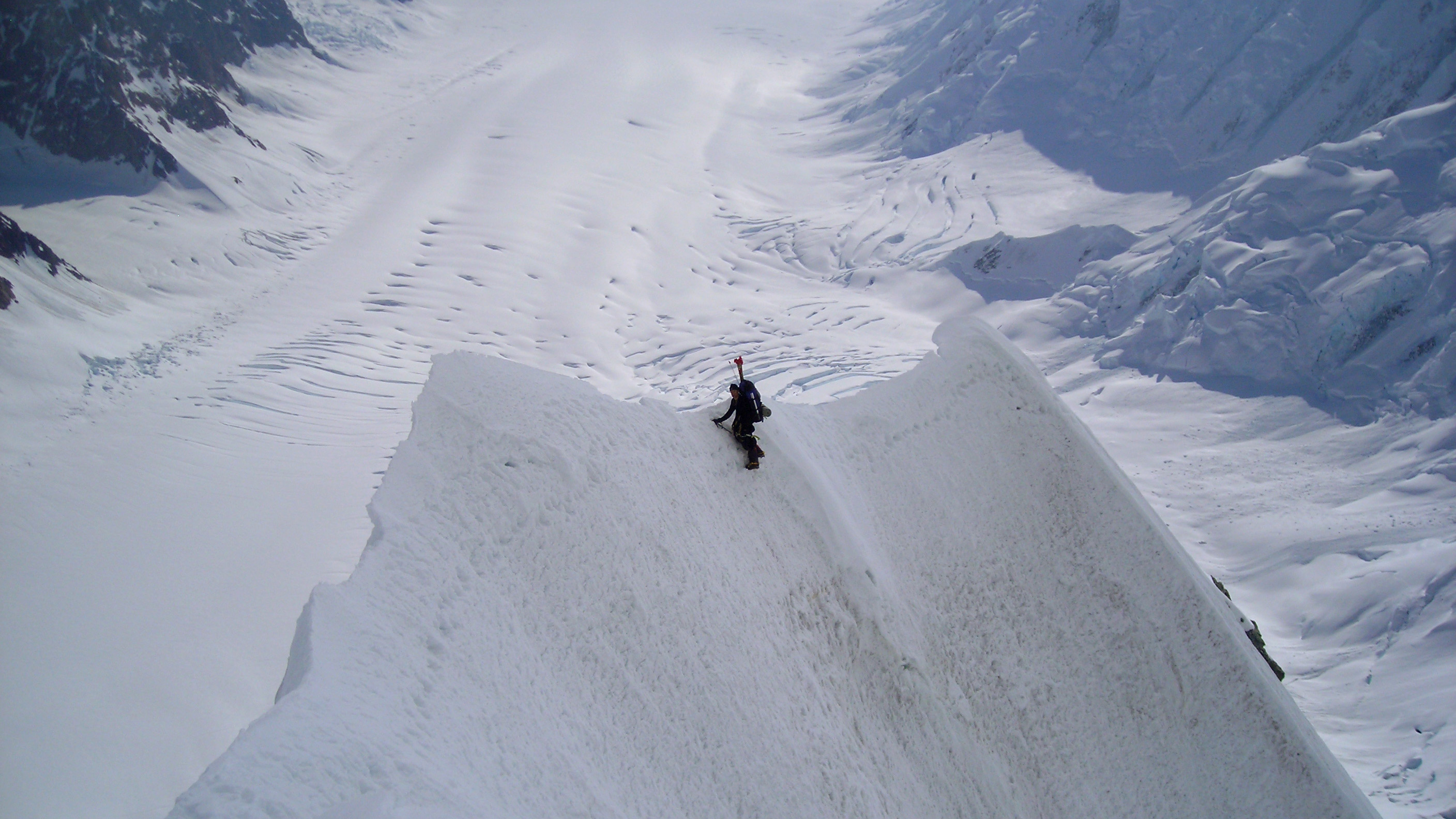
Альпініст на вузькому хребті Ніж (східний маршрут)

Експедиція триває в середньому три тижні та передбачає поступову акліматизацію за принципом «піднімайся високо, спи низько». Для цього команди встановлюють серію проміжних таборів:
- Табір 1 (3200 м)
- Табір 2 або King Col (4150 м)
- Табір 3 (4800 м)
- Табір 4 або Prospector's Col (5200 м)
- Високий табір (5550 м)

### День сходження
Штурм вершини починається з високого табору і є довгим та напруженим днем, що триває від 10 до 14 годин. Фінальна частина маршруту — це траверс великого вершинного плато, де необхідно подолати кілька невеликих піків, перш ніж досягти справжньої вершини Логана.

### Необхідний досвід та ризики
Незважаючи на відсутність технічних труднощів на стандартному маршруті, гора Логан є однією з найскладніших вершин Північної Америки через об'єктивні небезпеки. Основними ризиками є:
- Екстремальний холод: температури можуть опускатися значно нижче -40 °C.
- Непередбачувана погода: сильні вітри та раптові бурі є звичним явищем.
- Льодовикові тріщини: маршрут проходить через великі льодовики з прихованими тріщинами.
- Висотна хвороба: значна висота вимагає належної акліматизації.

Альпіністам рекомендується мати попередній досвід сходжень на високі та холодні вершини, такі як Деналі або Аконкагуа.